# Marco Russ
Marco Russ (* 4. August 1985 in Hanau) ist ein ehemaliger deutscher Fußballspieler. Der Innenverteidiger, der teilweise auch als defensiver Mittelfeldspieler zum Einsatz kam, spielte den Großteil seiner Karriere bei Eintracht Frankfurt. Mit den Hessen stieg er 2005 in die Bundesliga auf und erreichte dreimal das Finale des DFB-Pokals. Der Titelgewinn im Mai 2018 war der größte Erfolg seiner Karriere.

## Karriere

### Verein

#### Anfänge in Hanau
Russ wuchs im Hanauer Stadtteil Großauheim auf und begann mit dem Fußballspielen mit vier Jahren bei seinem Stammverein VfB 06 Großauheim. Unter seinem ersten Trainer, seinem Vater Rainer Russ, und Co-Trainer Steffen Heiliger spielte er dort von der F- bis zur D-Jugend.

#### Eintracht Frankfurt
Russ wechselte 1996 in die Jugendabteilung von Eintracht Frankfurt. Dort durchlief er die Jugendmannschaften und stand ab 2004 im Kader der Lizenzspielermannschaft der Eintracht. In der Saison 2004/05 kam er zu 3 Einsätzen in der 2. Bundesliga und stieg mit der Eintracht in die Bundesliga auf. Der 1,90 m große Innenverteidiger kam dort zunächst nicht zum Zug, wusste aber bei Hallenturnieren in der Winterpause zu überzeugen. Am 26. Spieltag der Spielzeit 2005/06 wurde er beim 5:2-Heimsieg über den MSV Duisburg in der 76. Minute eingewechselt und spielte dort auf der für ihn ungewohnten rechten Position in der Mittelfeldraute. Im Spiel gegen den 1. FC Köln am 27. Spieltag setzte ihn Friedhelm Funkel dann aufgrund zahlreicher Ausfälle von Anfang an im Defensivbereich zusammen mit Daniyel Cimen in der Innenverteidigung ein. Seitdem zählte Russ zum festen Bestandteil der Frankfurter Innenverteidigung und erreichte mit der Eintracht das DFB-Pokal-Endspiel, in dem sie am 29. April 2006 dem FC Bayern München mit 0:1 unterlagen; Russ stand sowohl im Halbfinale als auch im Finale über die volle Spielzeit auf dem Feld. Aufgrund dieser Leistung spielte die Mannschaft in der folgenden Saison im UEFA Cup, Russ wurde in diesem Wettbewerb zweimal eingesetzt. Im Januar 2008 verlängerte er seinen Vertrag vorzeitig bis zum 30. Juni 2012. Die Saison 2010/11 beendete Frankfurt als Tabellenvorletzter und stieg in die 2. Bundesliga ab. Bis zu diesem Zeitpunkt hatte Russ 163 Bundesligaspiele mit 13 Torerfolgen für die Eintracht absolviert.

#### VfL Wolfsburg
Nach dem Abstieg der Eintracht bestritt Russ noch ein Spiel in der 2. Bundesliga, bevor er im Juli 2011 zum VfL Wolfsburg wechselte; er unterzeichnete einen Vertrag bis zum 30. Juni 2014. Er konnte sich nach anfänglichen Schwierigkeiten zunächst als Stammspieler unter Felix Magath durchsetzen. In der Hinrunde der Saison 2012/13 kam Russ jedoch zu keinem einzigen Pflichtspieleinsatz.

#### Rückkehr nach Frankfurt
In der Winterpause der Spielzeit 2012/13 kehrte Russ zunächst auf Leihbasis bis Saisonende zu Eintracht Frankfurt zurück. Das Leihgeschäft beinhaltete zudem eine Kaufoption, die die Frankfurter jedoch nicht nutzten. Nach dem Ende der Leihperiode sollte Russ daher nach Wolfsburg zurückkehren, er unterschrieb jedoch im Juni 2013 einen neuen Dreijahresvertrag in Frankfurt. Dort setzte er sich unter Cheftrainer Armin Veh wieder als Stammspieler in der Innenverteidigung durch und spielte in der Saison 2013/14 mit den Frankfurtern in der Europa League, in der er bis zum Ausscheiden im Sechzehntelfinale gegen den FC Porto zu 6 Einsätzen kam. Am 18. Mai 2016 gab die Eintracht bekannt, dass Russ an Hodenkrebs erkrankt ist. Er war nach dem Spiel gegen den SV Darmstadt 98 am 30. April 2016 positiv auf das Hormon hCG getestet worden, was sich im Nachhinein aber nicht als Doping, sondern als durch den Tumor bedingter Blutwert herausstellte. Russ spielte trotz seiner Diagnose am nächsten Tag noch im Hinspiel der Relegation gegen den 1. FC Nürnberg mit; am 23. Mai 2016 wurde er operiert. Beim 1:0-Sieg im Viertelfinalspiel des DFB-Pokals gegen Arminia Bielefeld am 28. Februar 2017 gab er mit seiner Einwechslung kurz vor Spielende sein Comeback. Nach einem weiteren Sieg im Halbfinale gegen Borussia Mönchengladbach stand Russ mit den Frankfurtern am 27. Mai 2017 erneut im DFB-Pokal-Finale, musste sich mit seiner Mannschaft dort jedoch Borussia Dortmund mit 1:2 geschlagen geben. Auch in der Spielzeit 2017/18 spielte er sich mit der Eintracht bis ins DFB-Pokal-Endspiel und gewann dort nach einem 3:1-Finalsieg gegen den FC Bayern München den Titel; er stand dabei in jedem Pokalspiel von Beginn an auf dem Feld. Am 30. September 2018 absolvierte Russ beim 4:1-Heimsieg gegen Hannover 96 sein 300. Bundesligaspiel. In der Europa League erreichte er mit dem Team in der Saison 2018/19 das Halbfinale; Russ kam im Laufe des Wettbewerbs bei 4 Gruppenspielen zum Einsatz. Zu Beginn der Spielzeit 2019/20 zog er sich im EL-Qualifikationsspiel gegen den FC Vaduz einen Achillessehnenriss zu und kam in jener Saison zu keinem weiteren Pflichtspieleinsatz. Nach dem letzten Bundesligaspiel der Saison 2019/20 beendete Russ seine aktive Karriere und wechselte in die Analyse des Lizenzspielerbereiches der Eintracht.

### Nationalmannschaft
Am 16. Mai 2006 absolvierte Russ erstmals eine Partie in der deutschen U20-Nationalmannschaft bei der 2:3-Niederlage gegen die österreichische U21-Nationalmannschaft. Im August 2006 wurde er von Trainer Dieter Eilts in den Kader der U21-Nationalmannschaft berufen, kam jedoch nicht zum Einsatz.

## Erfolge
Eintracht Frankfurt
- Aufstieg in die Bundesliga: 2005
- DFB-Pokal-Sieger: 2018
  - Finalist: 2006, 2017

## Persönliches
Russ ist Vater von zwei Kindern.
Im November 2020 war Russ Teil der Sendung Showtime of my Life – Stars gegen Krebs des Senders VOX, bei der auf die Dringlichkeit der Krebsvorsorge aufmerksam gemacht wurde. Die Sendung wurde im Februar 2021 ausgestrahlt. Am 1. Oktober 2021 veröffentlichte er seine Biografie, die den Titel Kämpfen. Siegen. Leben. Ein Leben für den Fußball und gegen den Krebs trägt.

## Werke
- Marco Russ, Alex Raack: Kämpfen. Siegen. Leben. Ein Leben für den Fußball und gegen den Krebs. Edel Books, 2021, ISBN 978-3-8419-0779-0.